# بيتر سيمبسون (لاعب كرة قدم)
بيتر سيمبسون (بالإنجليزية: Peter Simpson)‏ (13 نوفمبر 1904 في المملكة المتحدة - 1 مارس 1974 في المملكة المتحدة) هو لاعب كرة قدم بريطاني (وحمل سابقاً جنسية المملكة المتحدة لبريطانيا العظمى وأيرلندا) في مركز الهجوم. لعب مع كريستال بالاس ونادي ريدنغ ووست هام يونايتد ونادي كيترينغ تاون وSt Bernard's F.C. ‏ ونادي ألدرشوت.